# Willy Wo-Lap Lam
Willy Wo-Lap Lam (chinois : 林和立 ; cantonais Yale : Làhm Wòh-lahp), né en 1952, est un journaliste et politologue hongkongais, spécialiste de la politique de la République populaire de Chine. Il est membre de la Fondation Jamestown et professeur associé au Centre d'études chinoises de l'université chinoise de Hong Kong.

## Biographie
Lam a été journaliste au South China Morning Post jusqu'en 2000. Il est correspondant de ce journal lors des manifestations de Tian'anmen en 1989 ainsi que rédacteur spécialiste de la Chine lors de la rétrocession de Hong Kong à la Chine en 1997. Il est décrit comme un « parfait pékinologue » en 1995, tandis que CNN le présente comme « un des observateurs de la politique chinoise les plus branchés du monde » en 1999. Lam est alors critique vis-à-vis de Jiang Zemin : selon lui, ce dernier aurait « réussi à renforcer son pouvoir » mais « n'a rien accompli d'important avec ce pouvoir ». Lam quitte le South China Morning Post en 2000, en raison de ce qu'il décrit comme une censure éditoriale.
Lam critique également la politique de Xi Jinping.

## Publications
- (en) Willy Wo-Lap Lam, The Era of Zhao Ziyang : Power Struggle in China, 1986–88, Hong Kong, A.B. Books & Stationery, 1989, 281 p. (ISBN 962-7374-01-6)
- (en) Willy Wo-Lap Lam, China After Deng Xiaoping, New York, John Wiley and Sons, 1995 (ISBN 0471131148, lire en ligne )
- (en) Willy Wo-Lap Lam, The Era of Jiang Zemin, Singapore, Prentice Hall, 1999 (ISBN 0130837016)
- (en) Willy Wo-Lap Lam, Chinese Politics in the Hu Jintao Era: New Leaders, New Challenges, Armonk and London, M.E. Sharpe, 2006 (ISBN 0765617730)
- (en) Willy Wo-Lap Lam, Chinese Politics in the Era of Xi Jinping: Renaissance, Reform, or Retrogression?, Abingdon, Routledge, 2015 (ISBN 0765642093)
- (en) Willy Wo-Lap Lam, The Fight for China's Future: Civil Society vs. the Chinese Communist Party, Abingdon, Routledge, 2019 (ISBN 036718866X)